# Istebna (plaats)
Istebna is een dorp in de Poolse woiwodschap Silezië. De plaats maakt deel uit van de gemeente Istebna en telt 4 989 (stan na 20.10.2004) inwoners.